# Costituzione della Repubblica Democratica Tedesca
La Costituzione della Repubblica Democratica Tedesca (in tedesco Verfassung der Deutschen Demokratischen Republik) venne promulgata il 7 ottobre 1949 dal III Congresso del popolo tedesco su iniziativa del Partito Socialista Unificato di Germania (SED). Essendo la prima versione simile alla Costituzione di Weimar del 1919 e non rispecchiando la reale situazione politica della RDT, venne modificata nel 1968 introducendo i principi del marxismo-leninismo. Fu modificata successivamente nel 1974 e rimase in vigore fino alla riunificazione tedesca nel 1990.

## Storia
Nel 1947 si riunì a Berlino il primo Congresso del popolo tedesco (in tedesco Deutscher Volkskongress) con l'obiettivo di istituire un'assemblea che rappresentasse l'intera nazione tedesca e determinasse il futuro politico del Paese, evitando la divisione della Germania postbellica. In tutto furono inviati al Congresso 2215 delegati (664 dei quali rappresentavano i tedeschi delle zone occupate dalle potenze occidentali). 
Il secondo Congresso, bandito nelle zone di occupazione occidentali, si riunì un anno dopo ed elesse un Consiglio (Volksrat) che avrebbe dovuto rappresentare l'intera Germania indipendentemente dalla nazione occupante. L'assemblea designò un comitato, presieduto da Otto Grotewohl del Partito Socialista Unificato di Germania, per la stesura di una costituzione. 
Il 15-16 maggio 1949 si tennero nella zona di occupazione sovietica le elezioni dell'Assemblea costituente, con la SED come partito maggioritario. Due settimane dopo, il Congresso del popolo tedesco si riunì per la terza volta nel 1949 e approvò il progetto di costituzione.

### Costituzione del 1949
La prima Costituzione entrò in vigore il 7 ottobre 1949, con la fondazione della Repubblica Democratica Tedesca. L'articolo 1 faceva riferimento all'intera Germania e a un solo popolo tedesco, poiché voleva essere un modello di Costituzione per una possibile riunificazione e conteneva molti passaggi simili alla Costituzione di Weimar del 1919. Il testo inoltre non stabiliva l'ordinamento politico ed economico dello Stato secondo i principi del marxismo-leninismo né attribuiva una particolare importanza alla SED, che de facto controllava la RDT.
(Art. 1§1 della Costituzione della Repubblica Democratica Tedesca, 1949)
La Camera del Popolo (Volkskammer), derivata dal precedente Consiglio del Popolo, era l'organo supremo eletto a suffragio universale. La Camera dei Länder (Länderkammer) era invece formata dai membri eletti dalle diete di ciascun Länder. Il Primo ministro (Ministerpräsident) veniva eletto dal partito di maggioranza nella Camera del popolo. Il presidente della RDT, come la sua controparte occidentale, aveva un ruolo molto limitato e poteva essere nominato o dimesso dalla maggioranza delle due camere riunite in sessione plenaria.
Il potere legislativo era svolto principalmente dalla Volkskammer piuttosto che dalla Länderkammer, ma quest'ultima poteva proporre dei disegni di legge alla prima. Il processo legislativo aveva inoltre delle importanti differenze dal modello tedesco occidentale; la Länderkammer, per esempio, aveva un ruolo minore rispetto alla controparte della RFT, mentre la Volkskammer era l'organo supremo del potere statale. Un'altra differenza importante riguardava il ruolo dei partiti politici all'interno del governo: in base all'articolo 92, i partiti con almeno 40 seggi nella Volkskammer avevano il diritto alla rappresentanza nel governo. Ciò era coerente con la Politica dell'alleanza marxista della SED secondo cui il partito della classe operaia, per raggiungere i suoi obbiettivi, doveva lavorare inizialmente assieme ad altri partiti. Garantiva inoltre alla SED una posizione di governo anche se fosse stato un partito minoritario, salvaguardando la propria influenza sulle scelte del Paese.
Gli articoli dal 6 al 18 garantivano i diritti e libertà fondamentali degli cittadini.
Su iniziativa della SED, furono approvati molti emendamenti importanti nel corso dei 18 anni di vigore della Costituzione. Nell'agosto 1950 vennero eliminati i parlamenti dei Länder e furono indette le prime elezioni parlamentari vinte dal Fronte Nazionale, l'alleanza politica controllata dalla SED che riuniva tutti i partiti e le organizzazioni di massa della Repubblica Democratica Tedesca. Un emendamento del 1952 sostituì i cinque Länder con 15 distretti amministrativi (Bezirke), legati direttamente al governo centrale, tra cui quello di Berlino Est non riconosciuto da Stati Uniti, Regno Unito e Francia. Ciò indebolì la Länderkammer e venne formalmente sciolta con un emendamento costituzionale nel dicembre del 1958. Una serie di modifiche note come "Leggi sul completamento della Costituzione" venne approvata dalla Camera del Popolo nel marzo del 1954, quando il Paese venne formalmente riconosciuto dall'Unione Sovietica. Questi emendamenti delinearono gli aspetti della nuova struttura statale e militare, ponendo le basi per la leva obbligatoria del 1955. Alla fine, con la morte del Presidente Wilhelm Pieck il 7 settembre 1960, un emendamento costituzionale del 12 settembre sostituì la figura del Presidente con il Consiglio di Stato (Staatsrat der DDR) e il segretario generale della SED Walter Ulbricht ne divenne il primo presidente. Lo stesso emendamento costituzionale riconobbe il ruolo del neo istituito Consiglio Nazionale della Difesa (Nationale Verteidigungsrat der DDR) nella politica di difesa della RDT.

### Costituzione del 1968

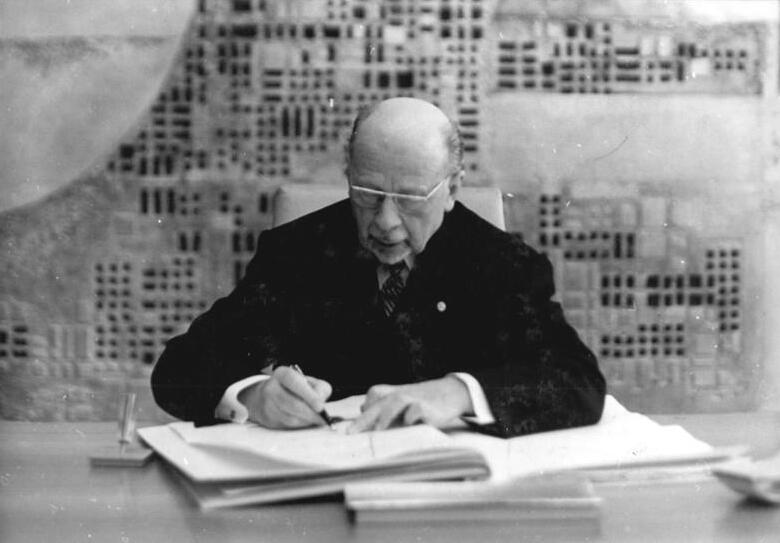
Ulbricht firma la nuova Costituzione, 8 aprile 1968.

Al VII Congresso della SED nell'aprile del 1967, Ulbricht propose la stesura di una nuova costituzione che fosse coerente con la situazione politica della RDT, conforme ai principi del marxismo-leninismo e che evidenziasse il ruolo della SED come partito guida della classe operaia. La nuova legge fondamentale avrebbe dovuto riflettere il ruolo dello Stato come lo strumento principale del Partito per la costruzione del socialismo e la realizzazione della società comunista. Una commissione della Volkskammer ebbe il compito nel dicembre del 1967 di preparare una nuova Costituzione che, dopo un dibattito pubblico, venne sottoposta ad un referendum il 6 aprile 1968. Approvata con il 96,37% dei voti favorevoli, la nuova Costituzione entrò in vigore il 9 aprile 1968.
Il testo del 1968 organizzava il governo e l'economia della RDT come uno stato socialista basato sul marxismo-leninismo e governato secondo il centralismo democratico, in linea con gli altri stati satellite dell'Unione Sovietica. Integrava e adattava al contesto socialista tutti gli emendamenti approvati a partire dal 1949. L'Articolo 1 della Costituzione del 1968 dichiarava:
(Art. 1§1 della Costituzione della Repubblica Democratica Tedesca, 1968)
La nuova costituzione confermò la SED come il principale partito di governo dello "Stato socialista della nazione tedesca" e affermò che il potere apparteneva alla classe lavoratrice. Il Fronte Nazionale ottenne rilevanza costituzionale e divenne ufficialmente l'unica coalizione politica di tutte le forze politiche autorizzate unite per la costruzione del socialismo. La nuova costituzione vincolò la RDT ai principi dell'internazionalismo socialista e al mantenimento di "legami fraterni" con l'URSS e gli altri Stati socialisti. Venne confermata a livello costituzionale la pianificazione e la gestione statale dell'economia nazionale, impedendo la formazione di imprese private con lo scopo di ottenere un "potere economico".
Veniva garantita la parità di diritti e le principali libertà a tutti i cittadini della RDT, ma la cittadinanza aveva il dovere di partecipare alla vita politica, economica, sociale e culturale dello Stato socialista.

### Emendamenti del 1974

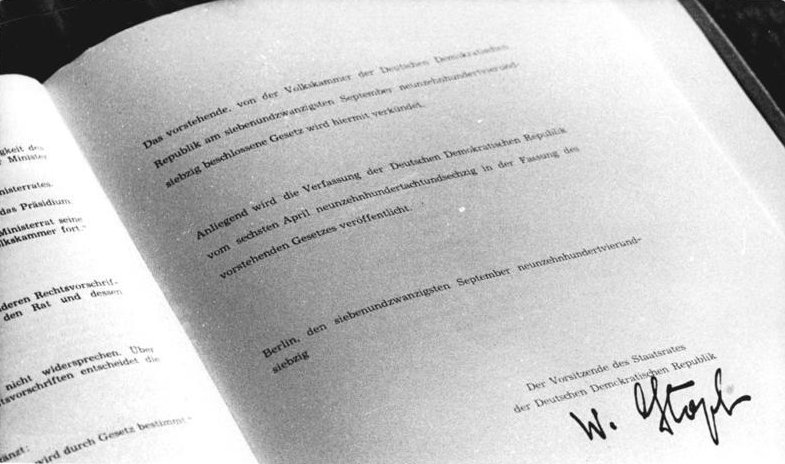
Emendamento del 1974 firmato dal Presidente del Consiglio di Stato Willi Stoph.

Con l'ascesa di Erich Honecker nel maggio del 1971 e l'aumento del riconoscimento internazionale della RDT, il regime tentò di abbandonare il concetto secondo cui la Germania dell'Est era il solo governo legittimo dell'intera nazione tedesca. Intanto venne istituita la politica della Abgrenzung (demarcazione), con il desiderio di creare una separata identità nazionale tedesca orientale. Di conseguenza, la Costituzione del 1968 venne modificata dalla Volkskammer il 27 settembre 1974 per cancellare il riferimento alla nazione tedesca e ad un successivo aumento dell'enfasi sulla solidarietà ed amicizia con l'URSS. Tuttavia, i legami tra i Tedeschi dell'Est e dell'Ovest si rafforzarono in parte grazie alle politiche della Ostpolitik e della distensione seguite da entrambi i governi tedeschi durante gli anni settanta.

L'Articolo 1 della Costituzione del 1974 si apriva con le seguenti parole:

### Proposte nel 1989–90
Con l'avvento della Rivoluzione pacifica e della caduta del muro di Berlino, la Costituzione venne drasticamente rivista nel novembre del 1989 per rimuovere la sua natura comunista. L'Articolo 1, che affidava alla SED il monopolio sul potere, venne cancellato.
Nell'aprile del 1990, il forum democratico Runder Tisch (Tavola Rotonda) elaborò una proposta per una nuova Costituzione della RDT che rispecchiava i cambiamenti democratici che stavano avvenendo all'interno del Paese. Tuttavia, la neoeletta Volkskammer era orientata verso l'unificazione con la Repubblica Federale Tedesca e la bozza venne scartata.